# Сан-Никола-дель-Альто
Сан-Никола-дель-Альто (итал. San Nicola dell’Alto) — коммуна в Италии, располагается в регионе Калабрия, подчиняется административному центру Кротоне.
Население составляет 1105 человек, плотность населения составляет 141 чел./км². Занимает площадь 7,8 км². Почтовый индекс — 88817. Телефонный код — 0962.
Покровителем коммуны почитается архангел Михаил, празднование в понедельник после первого воскресения мая.